# Port Huron Beacons
Die Port Huron Beacons waren eine US-amerikanische Eishockeymannschaft aus Port Huron, Michigan. Das Team spielte von 2002 bis 2005 in der United Hockey League.

## Geschichte
Die Mannschaft wurde 2002 als Franchise der United Hockey League gegründet und füllte die Lücke, die die Port Huron Border Cats durch ihre Auflösung im gleichen Jahr in der Stadt und in der Liga hinterlassen hatten. Das Team gehörte in den drei Jahren seines Bestehens stets zum Mittelfeld der Liga. In den Playoffs um den Colonial Cup war sein größter Erfolg das Erreichen der zweiten Runde in der Saison 2003/04. Nach einem Sweep in der Best-of-Five-Serie gegen die Flint Generals, unterlag man dort den Elmira Jackals mit 2:4 Siegen in der Best-of-Seven-Serie.   
Im Anschluss an die Saison 2004/05 wurde das Franchise nach Roanoke, Virginia, umgesiedelt, wo es anschließend unter dem Namen Roanoke Valley Vipers am Spielbetrieb der United Hockey League teilnahm.

## Saisonstatistik
Abkürzungen: GP = Spiele, W = Siege, L = Niederlagen, T = Unentschieden, OTL = Niederlagen nach Overtime SOL = Niederlagen nach Shootout, Pts = Punkte, GF = Erzielte Tore, GA = Gegentore, PIM = Strafminuten
| Saison  | GP | W  | L  | T | OTL | SOL | Pts | GF  | GA  | Platz       | Playoffs                        |
| 2002/03 | 76 | 38 | 30 | — | —   | 8   | 84  | 248 | 268 | 4., Eastern | Niederlage in der ersten Runde  |
| 2003/04 | 76 | 38 | 31 | — | —   | 7   | 83  | 269 | 269 | 3., Eastern | Niederlage in der zweiten Runde |
| 2004/05 | 80 | 34 | 40 | — | —   | 6   | 74  | 245 | 283 | 5., Central | nicht qualifiziert              |

## Team-Rekorde

### Karriererekorde
Spiele: 161  Jason Firth
Tore: 74  Brent Gretzky
Assists: 147  Jason Firth
Punkte: 203  Jason Firth
Strafminuten: 448  Casey Harris

## Bekannte Spieler und Trainer
- Rick Adduono
- Andrew McPherson